# Timonius wollastonii
Timonius wollastonii är en måreväxtart som beskrevs av Herbert Fuller Wernham. Timonius wollastonii ingår i släktet Timonius och familjen måreväxter. Inga underarter finns listade i Catalogue of Life.